# Hendricus Johannes Scheeres

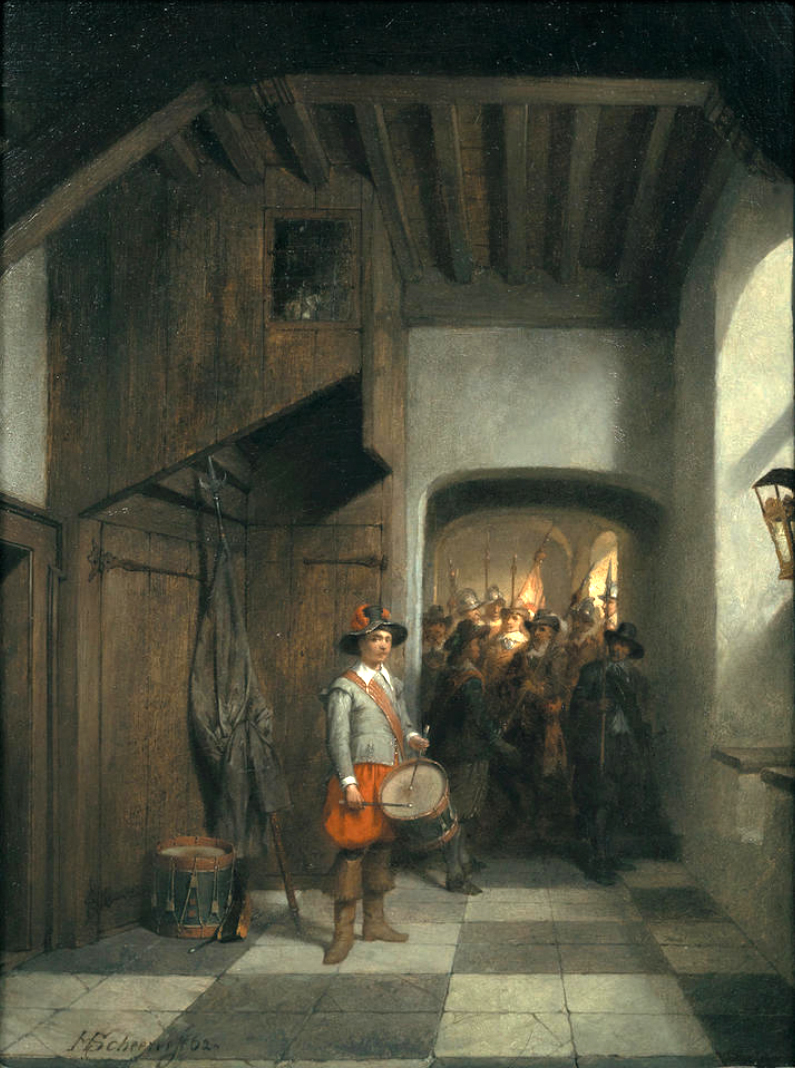
Der junge Trommler

Hendricus Johannes Scheeres (* 3. August 1829 in Den Haag; † 12. Januar 1864 ebenda) war ein niederländischer Genremaler und Lithograf.
Hendricus Johannes Scheeres wurde im Alter von elf Jahren Schüler von Hubertus van Hove Bzn. Über seine weitere Kunstausbildung gibt es nichts bekannt.
1849 nahm er erstmals an einer Kunstausstellung teil. Er wurde sehr früh als freischaffender Genremaler tätig. Er malte Szenen aus dem Leben in den Niederlanden im 17. Jahrhundert.
Er starb im Alter von 34 Jahren.